# Università di Tecnologia e di Economia di Budapest
L'Università di Tecnologia e di Economia di Budapest (in ungherese Budapesti Műszaki és Gazdaságtudományi Egyetem, sigla BME) è un'università pubblica che si trova a Budapest, capitale dell'Ungheria. Oltre ad essere l'università tecnica più rinomata in Ungheria, è una delle più antiche università di questo tipo al mondo, essendo stata fondata nel 1782.

## Facolta
L'ateneo è strutturalmente suddiviso nelle seguenti facoltà:
- Facoltà di Ingegneria Civile
- Facoltà di Ingegneria Meccanica,
- Facoltà di Architettura
- Facoltà di Tecnologia Chimica e Biotecnologie
- Facoltà di Ingegneria Elettrica e Informatica
- Facoltà di Ingegneria dei Trasporti presso la Facoltà di Scienze Naturali
- Facoltà di Economia e Scienze Sociali

Ci sono anche una serie di centri che operano all'interno di diverse facoltà. Il Centro Ricerche biomeccaniche fa parte della Facoltà di Ingegneria Meccanica.